# Karl Wilhelm Ludwig Heyse

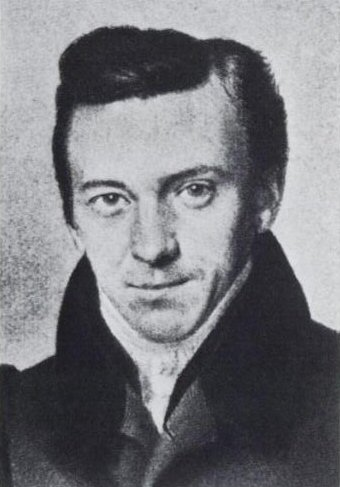
Karl Wilhelm Ludwig Heyse um 1840

Karl Wilhelm Ludwig Heyse (* 15. Oktober 1797 in Oldenburg; † 25. November 1855 in Berlin) war ein deutscher Altphilologe und Sprachwissenschaftler.

## Leben
Heyse besuchte das Gymnasium in Oldenburg, wo sein Vater Johann Christian August Heyse (1764–1829) damals lehrte, ab 1807 dann das Gymnasium in Nordhausen, an dem sein Vater nun als Rektor wirkte. Von 1812 bis 1815 wurde er an Wilhelm von Türks privater Erziehungsanstalt in Vevey unterrichtet.
Nach kurzer Tätigkeit als Erzieher von Wilhelm von Humboldts jüngstem Sohn studierte er ab 1816 Philologie an der Berliner Friedrich-Wilhelms-Universität, unter anderem bei August Boeckh. Von 1819 bis 1827 lebte er als Hauslehrer in der Familie des Bankiers und Staatsrats Abraham Mendelssohn Bartholdy, wo er auch als Erzieher dessen Sohnes Felix Mendelssohn Bartholdy wirkte. Nebenbei besuchte er weiterhin Vorlesungen an der Universität, von Sprachwissenschaft bei Franz Bopp bis zu Philosophie bei Georg Wilhelm Friedrich Hegel und Karl Wilhelm Ferdinand Solger.
Im Jahr 1827 habilitierte sich Heyse an der Berliner Universität und erhielt dort 1829 eine außerordentliche Professur für Philosophie. Er hielt Vorlesungen über griechische und lateinische Literatur, Sprachphilosophie und allgemeine Sprachwissenschaft.
Seine bekanntesten Publikationen waren Weiterführungen und Bearbeitungen der grammatischen und lexikografischen Werke seines Vaters. Sein linguistisches Hauptwerk System der Sprachwissenschaft erschien erst nach seinem Tod.
Sein Sohn Paul Heyse (1830–1914) wurde ein gefeierter Schriftsteller und erhielt 1910 den Nobelpreis für Literatur.

## Werke (Auswahl)

### Sprachwissenschaft
- Kurzgefaßte Verslehre der deutschen Sprache zum Schul- und Haus-Gebrauch. Zweite umgearbeitete und vermehrte Ausgabe. Hannover 1825. Digitalisat.
- [Besprechung von] K. F. Becker, Organism der Sprache 1827, in Jahrbücher für wissenschaftliche Kritik, Januar 1829, Spalte 127‒160.
- Theoretisch-praktische deutsche Schulgrammatik oder kurzgefaßtes Lehrbuch der deutschen Sprache, mit Aufgaben und Beispielen zur Anwendung der Regeln, von Dr. Joh. Christ. Aug. Heyse. 9. verbesserte Ausgabe. Hannover 1830. (ständig überarbeitet bis zur 18. Ausgabe:)
  - Dr. Joh. Christ. Aug. Heyseʼs deutsche Schulgrammatik oder kurzgefasstes Lehrbuch der deutschen Sprache, mit Beispielen und Übungsaufgaben. Neu bearbeitet von K. W. L. Heyse. 18. verbesserte Ausgabe. Hannover 1854.
- Leitfaden zum gründlichen Unterricht in der deutschen Sprache für höhere und niedere Schulen, nach den größeren Lehrbüchern der deutschen Sprache von Dr. J. C. A. Heyse. 8. verbesserte Auflage. Hannover 1831.
  - Leitfaden […]. 16., gänzlich umgestaltete und großentheils neubearbeitete Auflage. Hannover 1852.
(Ab 7. Auflage (1830) bis zur 18. Auflage (1856) in ständigen Überarbeitungen.)
- Dr. J. C. A. Heyseʼs ausführliches Lehrbuch der deutschen Sprache. Neu bearbeitet von Dr. K. W. L. Heyse. Erster Band. (Auch unter dem Titel: Theoretisch-praktische deutsche Grammatik oder Lehrbuch zum reinen und richtigen Sprechen, Lesen und Schreiben der deutschen Sprache […]. Von Dr. Joh. Christ. Aug. Heyse. Fünfte, völlig umgearbeitete und sehr vermehrte Ausgabe. Erster Band.) Hannover 1838; Zweiter Band, Hannover 1849.
- Handwörterbuch der deutschen Sprache mit Hinsicht auf Rechtschreibung, Abstammung und Bildung, Biegung und Fügung der Wörter, so wie auf deren Sinnverwandtschaft. Nach den Grundsätzen seiner Sprachlehre angelegt von Dr. Joh. Christ. Aug. Heyse, ausgeführt von Dr. K. W. L. Heyse. Erster Theil (A‒K). München 1833. Zweiten Theiles erste Abtheilung (L‒schwirren) 1842, Zweiten Theiles zweite Abtheilung (schwirren‒Z) 1849.
- System der Sprachlaute. In: Zeitschrift für die Wissenschaft der Sprache, 4. Band, 1853/54, S. 3‒74.
- System der Sprachwissenschaft von K. W. L. Heyse. Nach dessen Tode herausgegeben von Dr. H. Steinthal. Berlin 1856. Digitalisat

### Als Herausgeber
- Terentius: Das Mädchen von Andros. Übersetzt von F**** (d. i. der damals 16-jährige Felix Mendelssohn Bartholdy). Dümmler, Berlin 1826
- Karl Wilhelm Ferdinand Solger: Vorlesungen über Ästhetik. Brockhaus, Leipzig 1829